# فهرست پرهزینه‌ترین فیلم‌های سینمای ایران
پرهزینه‌ترین فیلم تاریخ سینمای ایران محمد رسول‌الله ساخته مجید مجیدی محصول مؤسسه سینمایی نور تابان وابسته به بنیاد مستضعفان است که بیش از ۶۲ میلیارد تومان هزینه ساخت آن شده است. بخش بزرگی از این هزینه،‌ صرف ساخت شهرک سینمایی پیامبر اعظم شده است. سایر فیلم‌ها در جدول زیر آمده است: 
| رتبه | نام فیلم       | سال  | کارگردان        | تهیه‌کننده / سرمایه‌گذار   | هزینه ساخت                                | هزینه ساخت به دلار | فروش فیلم                      | توضیحات |
| ---- | -------------- | ---- | --------------- | ------------------------ | ----------------------------------------- | ------------------ | ------------------------------ | ------- |
| ۵    | دوئل           | ۱۳۸۲ | احمدرضا درویش   | تقی علیقلی‌زاده           | یک میلیارد و ۵۰۰ میلیون تومان             | 1,800,000          | ۷۰۰ میلیون تومان               | [ ۲ ]   |
| ۴    | ملک سلیمان     | ۱۳۸۹ | شهریار بحرانی   | مجتبی فرآورده            | یک میلیارد و ۵۰۰ میلیون تومان             | 1,400,000          | پنج میلیارد و ۱۰۰ میلیون تومان | [ ۳ ]   |
| ۳    | راه آبی ابریشم | ۱۳۹۰ | محمد بزرگ‌نیا    | حسن بشکوفه               | ۶ میلیون دلار یعنی تقریبا ۶ میلیارد تومان | 3,340,000          | ۲۹۳ میلیون تومان               | [ ۴ ]   |
| ۲    | لاله           | ۱۳۹۹ | اسدالله نیک‌نژاد | پروانه پرتو، تورج منصوری | ۱۷ میلیارد تومان                          | 913,000            | ۹۱ میلیون تومان                | [ ۵ ]   |
| ۱    | محمد رسول‌الله  | ۱۳۹۴ | مجید مجیدی      | مؤسسه سینمایی نور تابان  | ۶۳ میلیارد تومان                          | 17,500,000         | ۱۴ میلیارد تومان               | [ ۶ ]   |